# Portland Thorns FC
A Portland Thorns egy amerikai női labdarúgóklub, amely az NWSL bajnokságában szerepel. A klub székhelye Portland és hazai mérkőzéseiket a Providence Parkban játsszák.

## Története
2012. november 21-én az Amerikai labdarúgó-szövetség létrehozta az Nemzeti Női Labdarúgó-bajnokságot (NWSL), melyben Portland városa is részvételi lehetőséghez jutott, így Merritt Paulson a Portland Timbers férfi csapatának tulajdonosa, női szakosztállyal bővítette sportegyesületét. 2012. december 13-án a csapat – a város beceneve (Rózsaváros) után – a Thorns nevet kapta és pár hónappal később 2013. április 13-án az NWSL első mérkőzését játszotta az FC Kansas City ellen.

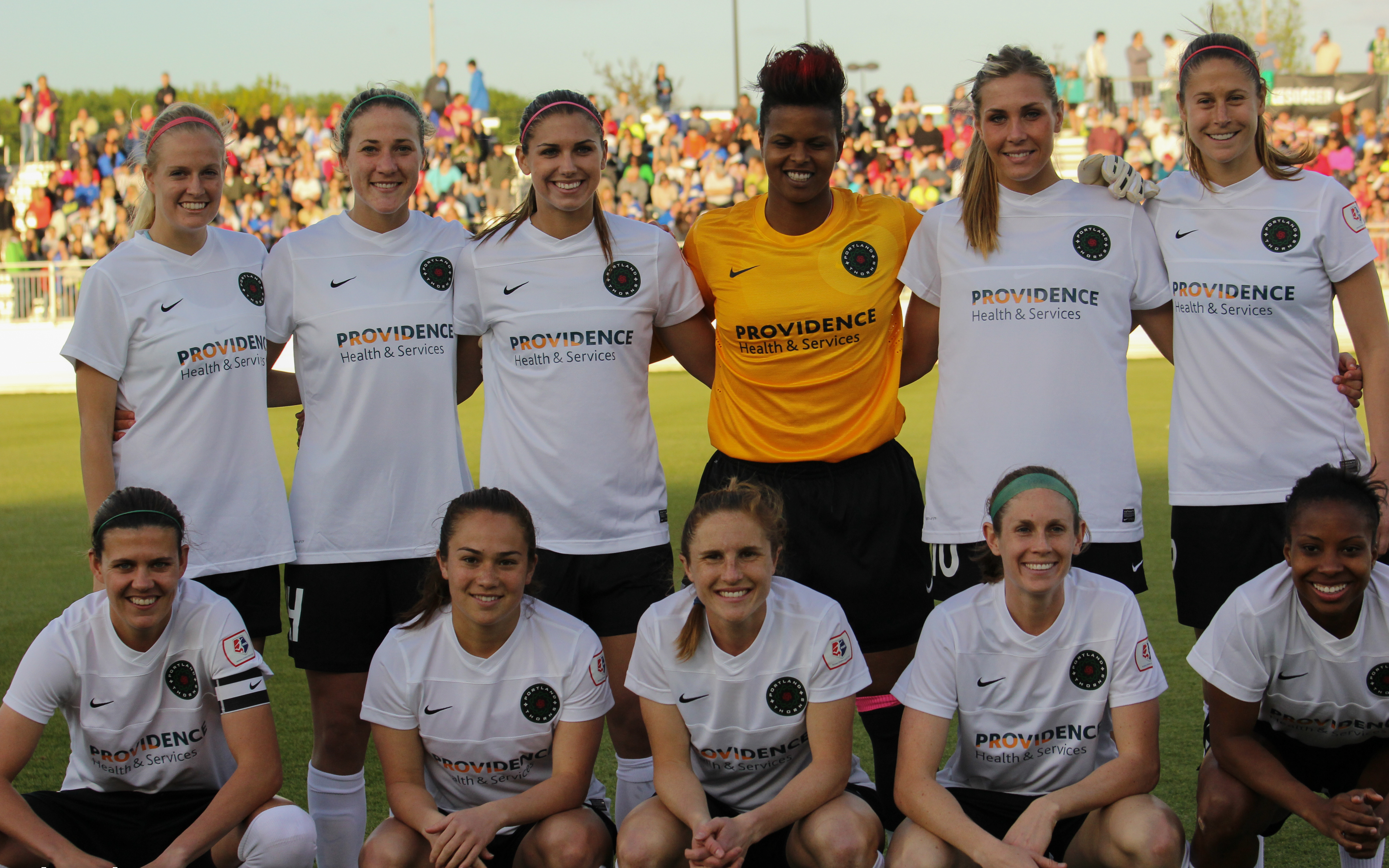
A 2013-as szezon bajnokcsapata.
Felső sor, balról: Kathryn Williamson, Becky Edwards, Alex Morgan, Karina LeBlanc, Allie Long, Marian Dougherty.
Alsó sor, balról: Christine Sinclair, Meleana Shim, Rachel Van Hollebeke, Nikki Marshall, Nikki Washington.

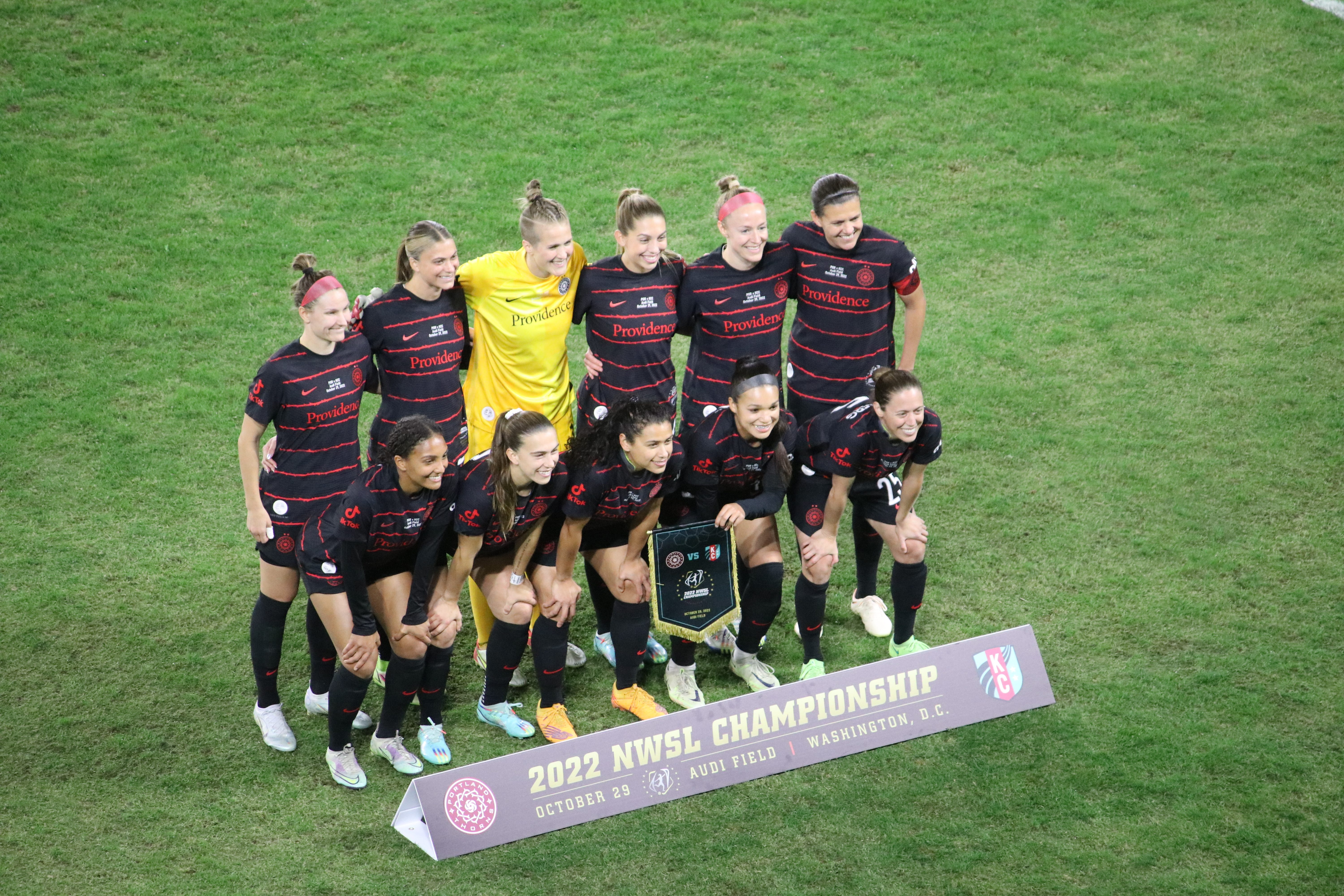
A 2022-es döntőben diadalmaskodó együttes.
Felső sor, balról: Natalia Kuikka, Kelli Hubly, Bella Bixby, Morgan Weaver, Becky Sauerbrunn, Christine Sinclair.
Alsó sor, balról: Yazmeen Ryan, Sam Coffey, Raquel Rodríguez, Sophia Smith, Meghan Klingenberg.

## Sikerlista
Észak-amerikai bajnok (2):
- NWSL bajnok (1): 2013, 2017

 Észak-amerikai alapszakasz győztes (1):
- NWSL Shield győztes (1): 2016

## Játékoskeret
2023. május 1-től
| #  |     | Poszt | Név                |
| -- | --- | ----- | ------------------ |
| 1  | USA | K     | Bella Bixby        |
| 18 | USA | K     | Shelby Hogan       |
| 2  | MEX | V     | Reyna Reyes        |
| 4  | USA | V     | Becky Sauerbrunn   |
| 5  | USA | V     | Emily Menges       |
| 14 | FIN | V     | Natalia Kuikka     |
| 20 | USA | V     | Kelli Hubly        |
| 25 | USA | V     | Meghan Klingenberg |
| 29 | USA | V     | Tegan McGrady      |
| 39 | USA | V     | Meaghan Nally      |
| 45 | USA | V     | Natalie Beckman    |
| 8  | JPN | KP    | Szugita Hina       |
| 11 | CRC | KP    | Raquel Rodríguez   |

| #  |     | Poszt | Név                                              |
| -- | --- | ----- | ------------------------------------------------ |
| 13 | USA | KP    | Olivia Moultrie                                  |
| 17 | USA | KP    | Sam Coffey                                       |
| 19 | USA | KP    | Crystal Dunn                                     |
| 44 | USA | KP    | Gabby Provenzano                                 |
| 46 | USA | KP    | Taylor Porter                                    |
| 9  | USA | CS    | Sophia Smith                                     |
| 12 | CAN | CS    | Christine Sinclair                               |
| 16 | CAN | CS    | Janine Beckie                                    |
| 22 | USA | CS    | Morgan Weaver                                    |
| 21 | CAN | CS    | Adriana Leon (kölcsönben a Manchester Unitedtől) |
| 24 | USA | CS    | Izzy D'Aquila                                    |
| 37 | USA | CS    | Michele Vasconcelos                              |
| 41 | USA | CS    | Hannah Betfort                                   |

#### Kölcsönben
| # |     | Poszt | Név                                             |
| - | --- | ----- | ----------------------------------------------- |
|   | USA | KP    | Lindsey Horan (kölcsönben az Olympique Lyonnál) |

## Korábbi híres játékosok
| - Michelle Betos - Celeste Boureille - Crystal Dunn - Becky Edwards - Adrianna Franch - Tobin Heath - Allie Long - Tyler Lussi - Jessica McDonald - Alex Morgan - Madison Pogarch - Margaret Purce - Katherine Reynolds - Yazmeen Ryan - Emily Sonnett - Rachel Van Hollebeke - McCall Zerboni | - Lianne Sanderson - Jodie Taylor - Ellie Carpenter - Steph Catley - Caitlin Foord - Claire Polkinghorne - Hayley Raso - Andressinha - Nadia Nadim - Genoveva Añonman - Amandine Henry - Janine Beckie - Kaylyn Kyle - Karina LeBlanc - Nadine Angerer - Verónica Boquete - Ana-Maria Crnogorčević |